# The Gift Supreme
The Gift Supreme er en amerikansk stumfilm fra 1920 af Ollie L. Sellers.

## Medvirkende
- Bernard Durning som Bradford Chandler Vinton
- Seena Owen som Sylvia Alden
- Melbourne MacDowell som Eliot Vinton
- Tully Marshall som Irving Stagg
- Eugenie Besserer som Martha Vinton
- Lon Chaney som Merney Stagg
- Jack Curtis som Muggs Rafferty
- Anna Dodge som Mrs. Wesson
- Claire McDowell som Lalia Graun
- Scott McKee
- Richard (Dick) Morris som Dopey Dan